# Apate terebrans
Apate terebrans är en skalbaggsart som först beskrevs av Peter Simon Pallas 1772.  Apate terebrans ingår i släktet Apate och familjen kapuschongbaggar. Inga underarter finns listade i Catalogue of Life.